# La rosa de Guadalupe Perú
La rosa de Guadalupe Perú es una serie de televisión peruana producida por América Televisión. Es una adaptación oficial de la serie homónima mexicana para este país. Se anunció oficialmente en noviembre de 2018, bajo la producción de Efraín Aguilar. Una segunda temporada se estrenó el 2 de enero de 2025.
Se estrenó el 20 de marzo de 2020, con 20 episodios en la primera temporada. Más tarde, la serie se renombró a Los milagros de la rosa Perú. La segunda temporada se estrenó por la plataforma América TVGO el 2 de enero de 2025, y en paralelo, se comenzó a transmitir por América Televisión en reemplazo de Al fondo hay sitio.
El programa es la secuela espiritual de Solamente milagros, producción propia del canal de 2012.

## Sinopsis
Según el promocional de América Televisión:

La Rosa de Guadalupe: Perú seguirá la línea de la gran producción mexicana, se contarán historias como el bullying, los embarazos adolescentes, la violencia, el problema con las drogas, las redes sociales, entre otros casos de aquellas personas que experimentan milagros propiciados gracias a la Virgen de Guadalupe, representados por una rosa blanca y una corriente de aire.
Promocional de La Rosa Perú

## Temporadas
| Temporada | Temporada | Episodios | Episodios | Emisión original    | Emisión original     |
| Temporada | Temporada | Episodios | Episodios | Primera emisión     | Última emisión       |
| --------- | --------- | --------- | --------- | ------------------- | -------------------- |
|           | 1         | 20        | 20        | 20 de marzo de 2020 | 17 de abril de 2020  |
|           | 2         | 25        | 25        | 2 de enero de 2025  | 3 de febrero de 2025 |

## Reparto
En la lista se muestra a algunos actores que participaron en al menos un episodio de la serie:

### Temporada 1 (2020)
- Liliana Alegría
- Ingrid Altamirano
- Miranda Amador
- Zoe Arévalo
- Mari Pili Barreda
- Guillermo Blanco[9]
- Briana Botto
- Haydeé Cáceres
- Sandro Calderón
- Claudio Calmet
- Manuela Camacho
- Pierina Carcelén
- Giselle Collao
- Emilram Cossío
- Elisa Costa
- José Dammert[10]
- Fiorella Díaz
- Alessa Esparza
- Arianna Fernández
- Patricia Frayssinet
- Ramón García
- Laly Goyzueta
- Katy Jara
- Luciana León-Barandiarán
- Mayella Lloclla
- Fiorella Luna
- Gustavo Mayer
- Karla Medina
- Marisa Minetti[11]
- Maríagracia Mora
- Kukuli Morante
- Camucha Negrete
- Lilian Nieto
- Nicolás Osorio
- Marcelo Oxenford
- Ximena Palomino
- Juan Carlos Pastor
- Franco Pennano
- Marisela Puicón
- Zuleyka Ramírez
- Gonzalo Revoredo
- Adriana Salas
- Vanessa Saba
- Bernardo Scerpella
- Fabrizio Solari
- Wendy Sulca[12]
- Carmela Tamayo
- Vanessa Terkes
- Liliana Trujillo[13]
- Julia Thays
- Marcela Urizar
- Fabiana Valcárcel
- David Villanueva
- Gina Yangali
- Francesca Zignago

### Temporada 2 (2025)
- Vania Accinelli
- Marisol Aguirre
- Patricia Alquinta
- José Miguel Argüelles
- Alexia Barnechea
- Luciana Blomberg
- Adriana Campos-Salazar
- Connie Chaparro
- Mario Cortijo
- Katerina D'Onofrio
- Joaquín de Orbegoso
- Priscila Espinoza
- Virna Flores
- Brando Gallesi
- Sergio Galliani
- Gabriel González
- Teddy Guzmán
- Ubaldo Huamán
- Carolina Infante
- Ismael La Rosa
- Andrea Luna
- Jimena Lindo
- Paul Martin
- Devora Merino
- Daniela Olaya
- Raysa Ortiz
- Bryana Pastor
- Francy Pezo
- Norka Ramírez
- César Ritter
- Stefano Salvini
- Matias Spitzer
- Leslie Stewart
- Sebastián Stimman
- Santiago Suárez
- Elisa Tenaud
- Carlos Thornton de la Rosa
- Carlos Thornton Olano
- Cielo Torres
- Vania Torres
- Javier Valdés
- Milene Vásquez
- Gerardo Zamora
- Tommy Párraga
- Edwin Vásquez

## Episodios

### Temporada 1 (2020)
| N.º en serie | N.º en temp. | Título                     | Dirigido por | Escrito por      | Fecha de emisión original |
| ------------ | ------------ | -------------------------- | ------------ | ---------------- | ------------------------- |
| 1            | 1            | «Mi hija vive»             | Dino García  | Guillermo Aranda | 20 de marzo de 2020       |
| 2            | 2            | «El inquilino»             | Dino García  | Guillermo Aranda | 23 de marzo de 2020       |
| 3            | 3            | «Cristinita»               | Dino García  | Guillermo Aranda | 24 de marzo de 2020       |
| 4            | 4            | «A la orilla del cielo»    | Luis Barrios | Guillermo Aranda | 25 de marzo de 2020       |
| 5            | 5            | «Antes de ti»              | Luis Barrios | Guillermo Aranda | 26 de marzo de 2020       |
| 6            | 6            | «Limipio de corazón»       | Dino García  | Guillermo Aranda | 27 de marzo de 2020       |
| 7            | 7            | «La fuerza de la verdad»   | Dino García  | Guillermo Aranda | 30 de marzo de 2020       |
| 8            | 8            | «El último grito»          | Luis Barrios | Guillermo Aranda | 31 de marzo de 2020       |
| 9            | 9            | «La piscina de los deseos» | Luis Barrios | Guillermo Aranda | 1 de abril de 2020        |
| 10           | 10           | «Una nueva familia»        | Luis Barrios | Guillermo Aranda | 2 de abril de 2020        |
| 11           | 11           | «Papito querido»           | Dino García  | Guillermo Aranda | 3 de abril de 2020        |
| 12           | 12           | «Así no es el amor»        | Dino García  | Guillermo Aranda | 6 de abril de 2020        |
| 13           | 13           | «Besos en la cara»         | Dino García  | Guillermo Aranda | 7 de abril de 2020        |
| 14           | 14           | «Situación de riesgo»      | Luis Barrios | Guillermo Aranda | 8 de abril de 2020        |
| 15           | 15           | «A la ligera»              | Dino García  | Guillermo Aranda | 9 de abril de 2020        |
| 16           | 16           | «Detrás de una sonrisa»    | Luis Barrios | Guillermo Aranda | 13 de abril de 2020       |
| 17           | 17           | «La burra»                 | Dino García  | Guillermo Aranda | 14 de enero de 2020       |
| 18           | 18           | «En busca del perdón»      | Dino García  | Guillermo Aranda | 15 de abril de 2020       |
| 19           | 19           | «La pijamada»              | Dino García  | Guillermo Aranda | 16 de abril de 2020       |
| 20           | 20           | «Emo mostrillio»           | Luis Barrios | Guillermo Aranda | 17 de abril de 2020       |

### Temporada 2 (2025)
| N.º en serie | N.º en temp. | Título                               | Dirigido por | Escrito por      | Fecha de emisión original |
| ------------ | ------------ | ------------------------------------ | ------------ | ---------------- | ------------------------- |
| 21           | 1            | «Amar cuesta arriba»                 | —            | Guillermo Aranda | 2 de febrero de 2025      |
| 22           | 2            | «Amor ideal»                         | —            | Guillermo Aranda | 2 de febrero de 2025      |
| 23           | 3            | «Cámara web»                         | —            | Guillermo Aranda | 2 de febrero de 2025      |
| 24           | 4            | «Código de seguridad»                | —            | Guillermo Aranda | 2 de febrero de 2025      |
| 25           | 5            | «Cuéntame un cuento»                 | —            | Guillermo Aranda | 2 de febrero de 2025      |
| 26           | 6            | «Dulce olor a rosas»                 | —            | Guillermo Aranda | 2 de febrero de 2025      |
| 27           | 7            | «Dulce veneno»                       | —            | Guillermo Aranda | 2 de febrero de 2025      |
| 28           | 8            | «El centro de tu vida»               | —            | Guillermo Aranda | 2 de febrero de 2025      |
| 29           | 9            | «El oficio de vivir»                 | —            | Guillermo Aranda | 2 de febrero de 2025      |
| 30           | 10           | «Entre las nubes»                    | —            | Guillermo Aranda | 2 de febrero de 2025      |
| 31           | 11           | «La esperanza del perdón»            | —            | Guillermo Aranda | 2 de febrero de 2025      |
| 32           | 12           | «La tía quedada»                     | —            | Guillermo Aranda | 2 de febrero de 2025      |
| 33           | 13           | «La única vez»                       | —            | Guillermo Aranda | 2 de febrero de 2025      |
| 34           | 14           | «La vida nunca se acaba»             | —            | Guillermo Aranda | 2 de febrero de 2025      |
| 35           | 15           | «Las riendas de la vida»             | —            | Guillermo Aranda | 2 de febrero de 2025      |
| 36           | 16           | «Le llamaban esclava»                | —            | Guillermo Aranda | 2 de febrero de 2025      |
| 37           | 17           | «Lo más sublime que tiene una mujer» | —            | Guillermo Aranda | 2 de febrero de 2025      |
| 38           | 18           | «Otra vetana»                        | —            | Guillermo Aranda | 2 de febrero de 2025      |
| 39           | 19           | «Reflectores»                        | —            | Guillermo Aranda | 2 de febrero de 2025      |
| 40           | 20           | «Segunda oportunidad»                | —            | Guillermo Aranda | 2 de febrero de 2025      |
| 41           | 21           | «Siempre en el corazón»              | —            | Guillermo Aranda | 2 de febrero de 2025      |
| 42           | 22           | «Superar con amor»                   | —            | Guillermo Aranda | 2 de febrero de 2025      |
| 43           | 23           | «Tatuaje»                            | —            | Guillermo Aranda | 2 de febrero de 2025      |
| 44           | 24           | «Tenerte entre mis brazos»           | —            | Guillermo Aranda | 2 de febrero de 2025      |
| 45           | 25           | «Vuelta en U»                        | —            | Guillermo Aranda | 2 de febrero de 2025      |